# Landesbetrieb (Deutschland)
Landesbetriebe sind in Deutschland rechtlich unselbständige Teile einer Landesverwaltung, die in der Regel – aber nicht zwingend – erwerbswirtschaftlich ausgerichtet sind. Da Landesbetriebe unselbständige Teile der Landesverwaltung sind, wird die Umorganisation einer bestehenden Landesbehörde oder -einrichtung in einen Landesbetrieb juristisch nicht als Privatisierung angesehen. Gleichwohl kann dies ein erster Schritt zum Outsourcing von Aufgaben einer staatlichen Behörde sein. 
Nach § 18 Abs. 1 Haushaltsgrundsätzegesetz haben Betriebe des Bundes oder des Landes einen Wirtschaftsplan aufzustellen, wenn ein Wirtschaften nach Einnahmen und Ausgaben des Haushaltsplans nicht zweckmäßig ist. Der Wirtschaftsplan oder eine Übersicht über den Wirtschaftsplan ist dem Haushaltsplan als Anlage beizufügen oder in die Erläuterungen aufzunehmen. Im Haushaltsplan sind nur die Zuführungen oder die Ablieferungen zu veranschlagen. Planstellen sind nach Besoldungsgruppen und Amtsbezeichnungen im Haushaltsplan auszubringen. Die Zweckmäßigkeit des Wirtschaftsplans kann zum Beispiel gesehen werden, wenn sich der Betrieb an den Erfordernissen des freien Wettbewerbs orientieren soll.
Die Bestimmungen für Landesbetriebe sind von den Ländern in den jeweiligen Landeshaushaltsordnungen (LHO) entsprechend dem Haushaltsgrundsätzegesetz einheitlich geregelt. Soweit die Landesbetriebe nicht nach kameralistischen Regeln wirtschaften oder die Doppik nutzen, sind sie den Bestimmungen des Handelsgesetzbuches (HGB) unterworfen, d. h. es gelten die Bilanzierungs- und Bewertungsvorschriften wie für (große) Kapitalgesellschaften.
Vorteile in der Gründung von Landesbetrieben sind darin zu sehen, dass – soweit sie nach den Bestimmungen des HGB wirtschaften – eine höhere Kostentransparenz erreicht werden kann („Was kostet welches Produkt bzw. welche öffentliche Leistung?“) und Wirtschaftspläne eine größere Flexibilität bei der Bewirtschaftung der Haushaltsmittel ermöglichen können.